# Kozza Smith
Kozza Smith, ur. jako Korey Williams (ur. 20 marca 1988 w Cessnock) – australijski żużlowiec.

## Życiorys
Uczestniczył w finale DMŚJ w roku 2008. Drużyna australijska, w której występował, zajęła ostatnie miejsce.

## Przynależność klubowa
Wielka Brytania
- King’s Lynn Stars (2008–)

## Osiągnięcia
- Drużynowe Mistrzostwa Świata Juniorów
  - 2008 – Holsted – 4. miejsce → wyniki

- Indywidualne Mistrzostwa Australii
  - 2009 – 10. miejsce – 27 pkt → wyniki

- Młodzieżowe Indywidualne Mistrzostwa Australii
  - 2007 – Adelaide – 5. miejsce – 9+u pkt → wyniki
  - 2008 – Mildura – 10. miejsce – 5 pkt → wyniki
  - 2009 – Gosford – 2. miejsce – 13+2 pkt → wyniki